# Liberalizm (językoznawstwo)
Liberalizm – postawa językowa charakteryzująca się dużą tolerancją wobec wszystkich zmian zachodzących w języku (a więc np. wobec zapożyczeń). Osoby przyjmujące taką postawę dopuszczają obecność w języku ogólnonarodowym wszelkich form regionalnych, zawodowych, rzadkich i przestarzałych. Nie rażą ich również wyrażenia potoczne.
Zgodnie z postawą liberalną należy zatem zaakceptować takie wyrazy jak: baby-sitter, europoseł, komuch czy zakręcony, ponieważ pozwalają one na określenie pewnych zjawisk pozajęzykowych. Postawa ta nie oznacza jednak braku hierarchizacji języka – osoby ją wyznające tolerują wszystkie nowe elementy językowe, ale niektóre z nich uznają za bardziej, a inne za mniej pożądane, niektóre właściwe dla języka w ogóle, a inne tylko dla pewnych jego odmian.
Liberalizm sprzyja utrzymaniu się rozmaitych form językowych (w tym form przestarzałych, rzadkich i innowacyjnych) i wzrostowi stopnia wariantywności języka. Postawa ta wyraźnie ogranicza zasięg oddziaływania świadomej polityki językowej i zorganizowanej działalności regulacyjnej.
Skrajną postacią liberalizmu językowego jest leseferyzm językowy; zwolennicy tej postawy akceptują zdecydowaną większość zjawisk językowych, odżegnując się od prób ich różnicowania i wartościowania.